# Lenede
Nonette és un municipi francès situat al departament del Puèi Domat i a la regió d'Alvèrnia-Roine-Alps. L'any 2007 tenia 317 habitants.

## Demografia

### Població
El 2007 la població de fet de Nonette era de 317 persones. Hi havia 120 famílies de les quals 40 eren unipersonals (16 homes vivint sols i 24 dones vivint soles), 40 parelles sense fills, 28 parelles amb fills i 12 famílies monoparentals amb fills.
La població ha evolucionat segons el següent gràfic:
Habitants censats

### Habitatges
El 2007 hi havia 185 habitatges, 126 eren l'habitatge principal de la família, 29 eren segones residències i 31 estaven desocupats. Tots els 183 habitatges eren cases. Dels 126 habitatges principals, 96 estaven ocupats pels seus propietaris, 22 estaven llogats i ocupats pels llogaters i 8 estaven cedits a títol gratuït; 1 tenia una cambra, 6 en tenien dues, 19 en tenien tres, 30 en tenien quatre i 70 en tenien cinc o més. 83 habitatges disposaven pel capbaix d'una plaça de pàrquing. A 50 habitatges hi havia un automòbil i a 62 n'hi havia dos o més.

### Piràmide de població
La piràmide de població per edats i sexe el 2009 era:
| Homes | Edats   | Dones |
| ----- | ------- | ----- |
| 0     | 95 o +  | 0     |
| 0     | 90 a 94 | 4     |
| 0     | 85 a 89 | 0     |
| 4     | 80 a 84 | 8     |
| 0     | 75 a 79 | 8     |
| 4     | 70 a 74 | 4     |
| 16    | 65 a 69 | 8     |
| 8     | 60 a 64 | 16    |
| 8     | 55 a 59 | 4     |
| 12    | 50 a 54 | 8     |
| 28    | 45 a 49 | 4     |
| 8     | 40 a 44 | 8     |
| 8     | 35 a 39 | 12    |
| 16    | 30 a 34 | 8     |
| 0     | 25 a 29 | 8     |
| 8     | 20 a 24 | 0     |
| 16    | 15 a 19 | 4     |
| 12    | 10 a 14 | 8     |
| 4     | 5 a 9   | 8     |
| 0     | 0 a 4   | 8     |

## Economia
El 2007 la població en edat de treballar era de 235 persones, 137 eren actives i 98 eren inactives. De les 137 persones actives 123 estaven ocupades (67 homes i 56 dones) i 14 estaven aturades (6 homes i 8 dones). De les 98 persones inactives 23 estaven jubilades, 14 estaven estudiant i 61 estaven classificades com a «altres inactius».

### Ingressos
El 2009 a Nonette hi havia 128 unitats fiscals que integraven 284,5 persones, la mediana anual d'ingressos fiscals per persona era de 19.078 €.

### Activitats econòmiques
Dels 12 establiments que hi havia el 2007, 2 eren d'empreses de fabricació d'altres productes industrials, 1 d'una empresa de construcció, 2 d'empreses de comerç i reparació d'automòbils, 3 d'empreses d'hostatgeria i restauració, 1 d'una empresa d'informació i comunicació i 3 d'empreses de serveis.
Dels 2 establiments de servei als particulars que hi havia el 2009, 1 era una fusteria i 1 restaurant.
L'any 2000 a Nonette hi havia 6 explotacions agrícoles.

## Poblacions més properes
El següent diagrama mostra les poblacions més properes.